# Rattenstaarten
De familie Rattenstaarten (Macrouridae) (Engels: grenadiers) behoort tot de orde van de Kabeljauwachtigen (Gadiformes). Soorten uit deze familie zijn over het algemeen grote, bruin tot zwarte zeevissen. De leden van deze familie behoren tot de meest voorkomende diepzeevissen. Ze worden aangetroffen op grote dieptes in de Noordelijke IJszee en Zuidelijke IJszee. Grenadiers zijn misschien het meest bekend door hun rol in de film Titanic, waarin de vissen worden gezien tijdens de verkenning van het wrak.

## Beschrijving
Deze familie is een grote en diverse familie met erkend ongeveer 34 geslachten en 391 soorten Meer dan de helft van de soorten worden toegerekend aan slechts drie geslachten: Coelorinchus, Coryphaenoides en Nezumia. Ze kunnen een lengte bereiken van ongeveer 10 centimeter (Hymenocephalus gracilis) tot 1,5 meter (Albatrossia pectoralis). Een belangrijke commerciële visserij bestaat er voor de grotere soorten, zoals de Albatrossia pectoralis en de Coryphaenoides rupestris. De familie als geheel zou tot 15 procent van de diepzeevissenbevolking kunnen vertegenwoordigen.
Typisch voor deze zeevissen zijn de grote kop met grote bek en ogen en het verder zeer slanke lichaam dat naar de staart toe steeds verder versmalt. Op één soort na is hebben zij geen staartvin. Deze rat-achtige staart verklaart de gemeenschappelijke naam rattenstaart en de familienaam Macrouridae, van Griekse makros betekenend "groot" en oura betekent "staart". De eerste rugvin is klein, hoog en gericht (en kan stekelig zijn); de tweede rugvin loopt langs de rest van de rug en voegt met de staart en de uitgebreide aarsvin samen. De schubben zijn klein.

## Gedrag
Zoals met vele diep levende vissen is de zijlijn goed ontwikkeld. Het wordt verder door talrijke chemoreceptoren geholpen die op het hoofd en de lippen aanwezig zijn, en chemo-sensorische baarddraden onderaan de kin. De bentische soorten hebben zwemblazen met unieke spieren hieraan vast. De dieren worden verondersteld om deze spieren te gebruiken om te "trommelen" hun zwemblazen en om geluid te produceren, mogelijk een rol spelend in voortplanting en de locatie ervan. De licht-producerende organen zijn bij sommige soorten aanwezig en bevinden zich in het midden van de buik, vlak vóór de anus en onderaan de huid.
Met het leven op dieptes van 200 tot 6.000 meter, zijn de rattenstaarten de meest voorkomende bodembewonende vissen van de grote diepte (er zijn twee soorten die overigens op gemiddelde diepte leven). Vissen uit deze familie kunnen solitair zijn of zij kunnen grote scholen vormen. De bodembewonende (bentische) soorten worden aangetrokken naar zogenaamde diepszee-oasen, zoals hydrothermale bronnen, cold seeps, en scheepswrakken. Rattenstaarten zijn waarschijnlijk generalisten, die zich voeden met kleinere vissen, diepzeeschaaldieren zoals garnalen en vlokreeftjes, tonkreeftjes en minder vaak inktvissen en lantaarnvissen. Het zijn belangrijke top-roofdieren in het leefmilieu van de diepzeebodem; sommige soorten zijn ook betrapt op het vreten van kadavers (aaseters).

## Voortplantingsgedrag
Aangezien weinig larven van de rattenstaarten zijn verkregen is er maar weinig bekend van hun levensgeschiedenis. Ze staan er om bekend om grote hoeveelheden (meer dan 100.000) uiterst kleine (1-2 millimeter) eieren te produceren met drijfvermogen door lipidedruppeltjes. De eieren worden verondersteld te drijven naar de thermocline (de overgang tussen warmer oppervlaktewater en koude, diepere wateren) te drijven waar zij zich ontwikkelen. De jongeren blijven in ondiepere wateren, geleidelijk aan met de leeftijd migrerend naar grotere diepten.
Het kuit schieten kan of kan niet aan de seizoenen gebonden zijn, afhankelijk van het soort. Minstens één soort (Coryphaenoides armatus) wordt verondersteld slechts één keer in het leven zich voort te planten (semelparous zijn). De volwassenen sterven dan na het kuit schieten. De soorten die zich meerdere keren in hun leven voortplanten (niet-semelparous) kunnen 56 jaar of langer leven. Van de familie rattenstaarten wordt verondersteld dat ze ecologisch kwetsbaar zijn. Als er een intensieve, gerichte beroepsvisserij plaatsvindt op deze populaties, zullen deze snel terechtkomen onder het biologisch minimum en instorten door overbevissing.

## Lijst van onderfamilies en geslachten
- Onderfamilie Bathygadinae
  - Bathygadus
  - Gadomus
- Onderfamilie Macrourinae
  - Albatrossia
  - Asthenomacrurus
  - Coelorinchus
  - Cetonurichthys
  - Cetonurus
  - Coryphaenoides
  - Cynomacrurus
  - Echinomacrurus
  - Haplomacrourus
  - Hymenocephalus
  - Kumba
  - Kuronezumia
  - Lepidorhynchus
  - Lucigadus
  - Macrosmia
  - Macrourus
  - Malacocephalus
  - Mataeocephalus
  - Mesobius
  - Nezumia
  - Odontomacrurus
  - Pseudocetonurus
  - Pseudonezumia
  - Sphagemacrurus
  - Trachonurus
  - Ventrifossa
- Onderfamilie Macrouroidinae
  - Macrouroides
  - Squalogadus
- Onderfamilie Trachyrincinae
  - Idiolophorhynchus
  - Trachyrincus

| Lijst van onderfamilies, geslachten en soorten | Lijst van onderfamilies, geslachten en soorten |
| --- | ---------------------------------------------- |
| In de lijst zijn alle soorten opgenomen die volgens Catalogue of Life tot deze familie behoren. Hier kwam het geslacht Macruroplus met 1 soort in voor waarvan niet achterhaald kon worden tot welke onderfamilie deze behoort, en is daarom los hieronder opgenomen. - - Macruroplus - Macruroplus potronus Pequeño, 1971 - Onderfamilie Bathygadinae - Bathygadus - Bathygadus antrodes Jordan & Starks, 1904 - Bathygadus bowersi Gilbert, 1905 - Bathygadus cottoides Günther, 1878 - Bathygadus dubiosus Weber, 1913 - Bathygadus entomelas Gilbert & Hubbs, 1920 - Bathygadus favosus Goode & Bean, 1886 - Bathygadus furvescens Alcock, 1894 - Bathygadus garretti Gilbert & Hubbs, 1916 - Bathygadus macrops Goode & Bean, 1885 - Bathygadus melanobranchus Vaillant, 1888 - Bathygadus nipponicus Jordan & Gilbert, 1904 - Bathygadus spongiceps Gilbert & Hubbs, 1920 - Bathygadus sulcatus Smith & Radcliffe, 1912 - Gadomus - Gadomus aoteanus McCann & McKnight, 1980 - Gadomus arcuatus Goode & Bean, 1886 - Gadomus capensis Gilchrist & von Bonde, 1924 - Gadomus colletti Jordan & Gilbert, 1904 - Gadomus denticulatus Gilbert & Hubbs, 1920 - Gadomus dispar Vaillant, 1888 - Gadomus filamentosus Smith & Radcliffe, 1912 - Gadomus introniger Gilbert & Hubbs, 1920 - Gadomus longifilis Goode & Bean, 1885 - Gadomus magnifilis Gilbert & Hubbs, 1920 - Gadomus melanopterus Gilbert, 1905 - Gadomus multifilis Günther, 1887 - Gadomus pepperi Iwamoto & Williams, 1999 - Onderfamilie Macrourinae - Albatrossia - Jordan & Gilbert, 1898 - Albatrossia pectoralis - (Gilbert, 1892) - Asthenomacrurus - Asthenomacrurus fragilis Garman, 1899 - Asthenomacrurus victoris Sazonov & Shcherbachev, 1982 - Coelorinchus - Coelorinchus acanthiger - Barnard, 1925 - Coelorinchus acantholepis - Gilbert & Hubbs, 1920 - Coelorinchus aconcagua - Iwamoto, 1978 - Coelorinchus acutirostris - Smith & Radcliffe, 1912 - Coelorinchus amirantensis - Iwamoto, Golani, Baranes & Goren, 2006 - Coelorinchus amydrozosterus - Iwamoto & Williams, 1999 - Coelorinchus anatirostris - Jordan & Gilbert, 1904 - Coelorinchus anisacanthus - Sazonov, 1994 - Coelorinchus aratrum - Gilbert, 1905 - Coelorinchus argentatus - Smith & Radcliffe, 1912 - Coelorinchus argus - Weber, 1913 - Coelorinchus aspercephalus - Waite, 1911 - Coelorinchus asteroides - Okamura, 1963 - Coelorinchus australis - (Richardson, 1839) - Coelorinchus biclinozonalis - Arai & Mcmillan, 1982 - Coelorinchus bollonsi - McCann & McKnight, 1980 - Coelorinchus braueri - Barnard, 1925 - Coelorinchus brevirostris - Okamura, 1984 - Coelorinchus caelorhincus - (Risso, 1810) - Coelorinchus campbellicus - McCann & McKnight, 1980 - Coelorinchus canus - (Garman, 1899) - Coelorinchus caribbaeus - (Goode & Bean, 1885) - Coelorinchus carinifer - Gilbert & Hubbs, 1920 - Coelorinchus carminatus - (Goode, 1880) - Coelorinchus caudani - (Koehler, 1896) - Coelorinchus celaenostomus - McMillan & Paulin, 1993 - Coelorinchus charius - Iwamoto & Williams, 1999 - Coelorinchus chilensis - Gilbert & Thompson, 1916 - Coelorinchus cingulatus - Gilbert & Hubbs, 1920 - Coelorinchus commutabilis - Smith & Radcliffe, 1912 - Coelorinchus cookianus - McCann & McKnight, 1980 - Coelorinchus cylindricus - Iwamoto & Merrett, 1997 - Coelorinchus denticulatus - Regan, 1921 - Coelorinchus divergens - Okamura & Yatou, 1984 - Coelorinchus dorsalis - Gilbert & Hubbs, 1920 - Coelorinchus doryssus - Gilbert, 1905 - Coelorinchus fasciatus - (Günther, 1878) - Coelorinchus flabellispinnis - (Alcock, 1894) - Coelorinchus formosanus - Okamura, 1963 - Coelorinchus gaesorhynchus - Iwamoto & Williams, 1999 - Coelorinchus geronimo - Marshall & Iwamoto, 1973 - Coelorinchus gilberti - Jordan & Hubbs, 1925 - Coelorinchus gladius - Gilbert & Cramer, 1897 - Coelorinchus goobala - Iwamoto & Williams, 1999 - Coelorinchus gormani - Iwamoto & Graham, 2008 - Coelorinchus hexafasciatus - Okamura, 1982 - Coelorinchus hige - Matsubara, 1943 - Coelorinchus hoangi - Iwamoto & Graham, 2008 - Coelorinchus horribilis - McMillan & Paulin, 1993 - Coelorinchus hubbsi - Matsubara, 1936 - Coelorinchus immaculatus - Sazonov & Iwamoto, 1992 - Coelorinchus infuscus - McMillan & Paulin, 1993 - Coelorinchus innotabilis - McCulloch, 1907 - Coelorinchus japonicus - (Temminck & Schlegel, 1846) - Coelorinchus jordani - Smith & Pope, 1906 - Coelorinchus kaiyomaru - Arai & Iwamoto, 1979 - Coelorinchus kamoharai - Matsubara, 1943 - Coelorinchus karrerae - Trunov, 1984 - Coelorinchus kermadecus - Jordan & Gilbert, 1904 - Coelorinchus kishinouyei - Jordan & Snyder, 1900 - Coelorinchus labiatus - (Koehler, 1896) - Coelorinchus lasti - Iwamoto & Williams, 1999 - Coelorinchus leptorhinus - Chiou, Shao & Iwamoto, 2004 - Coelorinchus longicephalus - Okamura, 1982 - Coelorinchus longissimus - Matsubara, 1943 - Coelorinchus macrochir - (Günther, 1877) - Coelorinchus macrolepis - Gilbert & Hubbs, 1920 - Coelorinchus macrorhynchus - Smith & Radcliffe, 1912 - Coelorinchus maculatus - Gilbert & Hubbs, 1920 - Coelorinchus marinii - Hubbs, 1934 - Coelorinchus matamua - (McCann & McKnight, 1980) - Coelorinchus matsubarai - Okamura, 1982 - Coelorinchus maurofasciatus - McMillan & Paulin, 1993 - Coelorinchus mayiae - Iwamoto & Williams, 1999 - Coelorinchus mediterraneus - Iwamoto & Ungaro, 2002 - Coelorinchus melanobranchus - Iwamoto & Merrett, 1997 - Coelorinchus melanosagmatus - Iwamoto & Anderson, 1999 - Coelorinchus mirus - McCulloch, 1926 - Coelorinchus multifasciatus - Sazonov & Iwamoto, 1992 - Coelorinchus multispinulosus - Katayama, 1942 - Coelorinchus mycterismus - McMillan & Paulin, 1993 - Coelorinchus mystax - McMillan & Paulin, 1993 - Coelorinchus nazcaensis - Sazonov & Iwamoto, 1992 - Coelorinchus notatus - Smith & Radcliffe, 1912 - Coelorinchus occa - (Goode & Bean, 1885) - Coelorinchus oliverianus - Phillipps, 1927 - Coelorinchus parallelus - (Günther, 1877) - Coelorinchus pardus - Iwamoto & Williams, 1999 - Coelorinchus parvifasciatus - McMillan & Paulin, 1993 - Coelorinchus platorhynchus - Smith & Radcliffe, 1912 - Coelorinchus polli - Marshall & Iwamoto, 1973 - Coelorinchus productus - Gilbert & Hubbs, 1916 - Coelorinchus quadricristatus - (Alcock, 1891) - Coelorinchus quincunciatus - Gilbert & Hubbs, 1920 - Coelorinchus radcliffei - Gilbert & Hubbs, 1920 - Coelorinchus scaphopsis - (Gilbert, 1890) - Coelorinchus semaphoreus - Iwamoto & Merrett, 1997 - Coelorinchus sereti - Iwamoto & Merrett, 1997 - Coelorinchus sexradiatus - Gilbert & Hubbs, 1920 - Coelorinchus shcherbachevi - Iwamoto & Merrett, 1997 - Coelorinchus sheni - Chiou, Shao & Iwamoto, 2004 - Coelorinchus simorhynchus - Iwamoto & Anderson, 1994 - Coelorinchus smithi - Gilbert & Hubbs, 1920 - Coelorinchus sparsilepis - Okamura, 1984 - Coelorinchus spathulata - McMillan & Paulin, 1993 - Coelorinchus spilonotus - Sazonov & Iwamoto, 1992 - Coelorinchus spinifer - Gilbert & Hubbs, 1920 - Coelorinchus supernasutus - McMillan & Paulin, 1993 - Coelorinchus thompsoni - Gilbert & Hubbs, 1920 - Coelorinchus thurla - Iwamoto & Williams, 1999 - Coelorinchus tokiensis - (Steindachner & Döderlein, 1887) - Coelorinchus trachycarus - Iwamoto, McMillan & Shcherbachev, 1999 - Coelorinchus triocellatus - Gilbert & Hubbs, 1920 - Coelorinchus trunovi - Iwamoto & Anderson, 1994 - Coelorinchus velifer - Gilbert & Hubbs, 1920 - Coelorinchus ventrilux - Marshall & Iwamoto, 1973 - Coelorinchus vityazae - Iwamoto, Shcherbachev & Marquardt, 2004 - Coelorinchus weberi - Gilbert & Hubbs, 1920 - Cetonurichthys - Sazonov & Shcherbachev, 1982 - Cetonurichthys subinflatus - Sazonov & Shcherbachev, 1982 - Cetonurus - Cetonurus crassiceps Günther, 1878 - Cetonurus globiceps Vaillant, 1884 - Coryphaenoides - Gunnerus, 1765 - Coryphaenoides acrolepis - (Bean, 1884) - Coryphaenoides affinis - Günther, 1878 - Coryphaenoides alateralis - Marshall & Iwamoto, 1973 - Coryphaenoides altipinnis - Günther, 1877 - Coryphaenoides anguliceps - (Garman, 1899) - Coryphaenoides ariommus - Gilbert & Thompson, 1916 - Coryphaenoides armatus - (Hector, 1875) - Coryphaenoides asper - Günther, 1877 - Coryphaenoides asprellus - (Smith & Radcliffe, 1912) - Coryphaenoides boops - (Garman, 1899) - Coryphaenoides brevibarbis - (Goode & Bean, 1896) - Coryphaenoides bucephalus - (Garman, 1899) - Coryphaenoides bulbiceps - (Garman, 1899) - Coryphaenoides camurus - (Smith & Radcliffe, 1912) - Coryphaenoides capito - (Garman, 1899) - Coryphaenoides carapinus - Goode & Bean, 1883 - Coryphaenoides carminifer - (Garman, 1899) - Coryphaenoides castaneus - Shcherbachev & Iwamoto, 1995 - Coryphaenoides cinereus - (Gilbert, 1896) - Coryphaenoides delsolari - Chirichigno F. & Iwamoto, 1977 - Coryphaenoides dossenus - McMillan, 1999 - Coryphaenoides dubius - (Smith & Radcliffe, 1912) - Coryphaenoides fernandezianus - (Günther, 1887) - Coryphaenoides ferrieri - (Regan, 1913) - Coryphaenoides filamentosus - Okamura, 1970 - Coryphaenoides filicauda - Günther, 1878 - Coryphaenoides filifer - (Gilbert, 1896) - Coryphaenoides grahami - Iwamoto & Shcherbachev, 1991 - Coryphaenoides guentheri - (Vaillant, 1888) - Coryphaenoides gypsochilus - Iwamoto & McCosker, 2001 - Coryphaenoides hextii - (Alcock, 1890) - Coryphaenoides hoskynii - (Alcock, 1890) - Coryphaenoides lecointei - (Dollo, 1900) - Coryphaenoides leptolepis - Günther, 1877 - Coryphaenoides liocephalus - (Günther, 1887) - Coryphaenoides longicirrhus - (Gilbert, 1905) - Coryphaenoides longifilis - Günther, 1877 - Coryphaenoides macrolophus - (Alcock, 1889) - Coryphaenoides marginatus - Steindachner & Döderlein, 1887 - Coryphaenoides marshalli - Iwamoto, 1970 - Coryphaenoides mcmillani - Iwamoto & Shcherbachev, 1991 - Coryphaenoides mediterraneus - (Giglioli, 1893) - Coryphaenoides mexicanus - (Parr, 1946) - Coryphaenoides microps - (Smith & Radcliffe, 1912) - Coryphaenoides microstomus - McMillan, 1999 - Coryphaenoides murrayi - Günther, 1878 - Coryphaenoides myersi - Iwamoto & Sazonov, 1988 - Coryphaenoides nasutus - Günther, 1877 - Coryphaenoides oreinos - Iwamoto & Sazonov, 1988 - Coryphaenoides orthogrammus - (Smith & Radcliffe, 1912) - Coryphaenoides paramarshalli - Merrett, 1983 - Coryphaenoides profundicolus - (Nybelin, 1957) - Coryphaenoides rudis - Günther, 1878 - Coryphaenoides rupestris - Grenadier - Gunnerus, 1765 - Coryphaenoides semiscaber - Gilbert & Hubbs, 1920 - Coryphaenoides serrulatus - Günther, 1878 - Coryphaenoides sibogae - Weber & de Beaufort, 1929 - Coryphaenoides spinulosus - (Gilbert & Burke, 1912) - Coryphaenoides striaturus - Barnard, 1925 - Coryphaenoides subserrulatus - Makushok, 1976 - Coryphaenoides thelestomus - Maul, 1951 - Coryphaenoides tydemani - (Weber, 1913) - Coryphaenoides woodmasoni - (Alcock, 1890) - Coryphaenoides yaquinae - Iwamoto & Stein, 1974 - Coryphaenoides zaniophorus - (Vaillant, 1888) - Cynomacrurus - Dollo, 1909 - Cynomacrurus piriei - Dollo, 1909 - Echinomacrurus - Echinomacrurus mollis Roule, 1916 - Echinomacrurus occidentalis Iwamoto, 1979 - Haplomacrourus - Trunov, 1980 - Haplomacrourus nudirostris - Trunov, 1980 - Hymenocephalus - Hymenocephalus adelscotti Iwamoto & Merrett, 1997 - Hymenocephalus antraeus Gilbert & Cramer, 1897 - Hymenocephalus aterrimus Gilbert, 1905 - Hymenocephalus barbatulus Gilbert & Hubbs, 1920 - Hymenocephalus billsam Marshall & Iwamoto, 1973 - Hymenocephalus gracilis Gilbert & Hubbs, 1920 - Hymenocephalus grimaldii Weber, 1913 - Hymenocephalus hachijoensis Okamura, 1970 - Hymenocephalus heterolepis Alcock, 1889 - Hymenocephalus italicus Giglioli, 1884 - Hymenocephalus kuronumai Kamohara, 1938 - Hymenocephalus lethonemus Jordan & Gilbert, 1904 - Hymenocephalus longibarbis Günther, 1887 - Hymenocephalus longiceps Smith & Radcliffe, 1912 - Hymenocephalus longipes Smith & Radcliffe, 1912 - Hymenocephalus megalops Iwamoto & Merrett, 1997 - Hymenocephalus nascens Gilbert & Hubbs, 1920 - Hymenocephalus neglectissimus Sazonov & Iwamoto, 1992 - Hymenocephalus nesaeae Merrett & Iwamoto, 2000 - Hymenocephalus papyraceus Jordan & Gilbert, 1904 - Hymenocephalus semipellucidus Sazonov & Iwamoto, 1992 - Hymenocephalus striatissimus Jordan & Gilbert, 1904 - Hymenocephalus striatulus Gilbert, 1905 - Hymenocephalus tenuis Gilbert & Hubbs, 1917 - Kumba - Kumba calvifrons Iwamoto & Sazonov, 1994 - Kumba dentoni Marshall, 1973 - Kumba gymnorhynchus Iwamoto & Sazonov, 1994 - Kumba hebetata Gilbert, 1905 - Kumba japonica Matsubara, 1943 - Kumba maculisquama Trunov, 1981 - Kumba musorstom Merrett & Iwamoto, 2000 - Kumba punctulata Iwamoto & Sazonov, 1994 - Kuronezumia - Kuronezumia bubonis Iwamoto, 1974 - Kuronezumia darus Gilbert & Hubbs, 1916 - Kuronezumia leonis Barnard, 1925 - Kuronezumia macronema Smith & Radcliffe, 1912 - Kuronezumia paepkei Shcherbachev, Sazonov & Iwamoto, 1992 - Kuronezumia pallida Sazonov & Iwamoto, 1992 - Lepidorhynchus - Richardson, 1846 - Lepidorhynchus denticulatus - Richardson, 1846 - Lucigadus - Lucigadus acrolophus Iwamoto & Merrett, 1997 - Lucigadus lucifer Smith & Radcliffe, 1912 - Lucigadus microlepis Günther, 1878 - Lucigadus nigromaculatus McCulloch, 1907 - Lucigadus nigromarginatus Smith & Radcliffe, 1912 - Lucigadus ori Smith, 1968 - Macrosmia - Macrosmia phalacra Merrett, Sazonov & Shcherbachev, 1983 - Macrourus - Noordelĳke grenadier, Macrourus berglax Lacepède, 1801 - Macrourus carinatus Günther, 1878) - Macrourus holotrachys Günther, 1878 - Macrourus whitsoni Regan, 1913 - Malacocephalus - Malacocephalus boretzi Sazonov, 1985 - Malacocephalus hawaiiensis Gilbert, 1905 - Malacocephalus laevis Lowe, 1843 - Malacocephalus luzonensis Gilbert & Hubbs, 1920 - Malacocephalus nipponensis Gilbert & Hubbs, 1916 - Malacocephalus occidentalis Goode & Bean, 1885 - Malacocephalus okamurai Iwamoto & Arai, 1987 - Mataeocephalus - Mataeocephalus acipenserinus Gilbert & Cramer, 1897 - Mataeocephalus adustus Smith & Radcliffe, 1912 - Mataeocephalus hyostomus Smith & Radcliffe, 1912 - Mataeocephalus microstomus Regan, 1908 - Mataeocephalus nigrescens Smith & Radcliffe, 1912 - Mataeocephalus tenuicauda Garman, 1899 - Mesobius - Mesobius antipodum Hubbs & Iwamoto, 1977 - Mesobius berryi Hubbs & Iwamoto, 1977 - Nezumia - Nezumia aequalis Günther, 1878 - Nezumia africana Iwamoto, 1970 - Nezumia aspidentata Iwamoto & Merrett, 1997 - Nezumia atlantica Parr, 1946 - Nezumia bairdii Goode & Bean, 1877 - Nezumia brevibarbata Barnard, 1925 - Nezumia brevirostris Alcock, 1889 - Nezumia burragei Gilbert, 1905 - Nezumia cliveri Iwamoto & Merrett, 1997 - Nezumia coheni Iwamoto & Merrett, 1997 - Nezumia condylura Jordan & Gilbert, 1904 - Nezumia convergens Garman, 1899 - Nezumia cyrano Marshall & Iwamoto, 1973 - Nezumia duodecim Iwamoto, 1970 - Nezumia ectenes Gilbert & Cramer, 1897 - Nezumia evides Gilbert & Hubbs, 1920 - Nezumia holocentra Gilbert & Cramer, 1897 - Nezumia infranudis Gilbert & Hubbs, 1920 - Nezumia investigatoris Alcock, 1889 - Nezumia kamoharai Okamura, 1970 - Nezumia kapala Iwamoto & Williams, 1999 - Nezumia kensmithi Wilson, 2001 - Nezumia latirostrata Garman, 1899 - Nezumia leucoura Iwamoto & Williams, 1999 - Nezumia liolepis Gilbert, 1890 - Nezumia longebarbata Roule & Angel, 1933 - Nezumia loricata Garman, 1899 - Nezumia merretti Iwamoto & Williams, 1999 - Nezumia micronychodon Iwamoto, 1970 - Nezumia milleri Iwamoto, 1973 - Nezumia namatahi McCann & McKnight, 1980 - Nezumia obliquata Gilbert, 1905 - Nezumia orbitalis Garman, 1899 - Nezumia parini Hubbs & Iwamoto, 1977 - Nezumia polylepis Alcock, 1889 - Nezumia propinqua Gilbert & Cramer, 1897 - Nezumia proxima Smith & Radcliffe, 1912 - Nezumia pudens Gilbert & Thompson, 1916 - Nezumia pulchella Pequeño, 1971 - Nezumia sclerorhynchus Valenciennes, 1838 - Nezumia semiquincunciata Alcock, 1889 - Nezumia soela Iwamoto & Williams, 1999 - Nezumia spinosa Gilbert & Hubbs, 1916 - Nezumia stelgidolepis Gilbert, 1890 - Nezumia suilla Marshall & Iwamoto, 1973 - Nezumia tinro Sazonov, 1985 - Nezumia toi McCann & McKnight, 1980 - Nezumia tomiyamai Okamura, 1963 - Nezumia umbracincta Iwamoto & Anderson, 1994 - Nezumia ventralis Iwamoto, 1979 - Nezumia wularnia Iwamoto & Williams, 1999 - Odontomacrurus - Norman, 1939 - Odontomacrurus murrayi - Norman, 1939 - Pseudocetonurus - Sazonov & Shcherbachev, 1982 - Pseudocetonurus septifer - Sazonov & Shcherbachev, 1982 - Pseudonezumia - Pseudonezumia cetonuropsis Gilbert & Hubbs, 1916 - Pseudonezumia flagellicauda Koefoed, 1927 - Pseudonezumia japonicus Okamura, 1970 - Pseudonezumia parvipes Smith & Radcliffe, 1912 - Pseudonezumia pusilla Sazonov & Scherbachev, 1982 - Sphagemacrurus - Sphagemacrurus decimalis Gilbert & Hubbs, 1920 - Sphagemacrurus gibber Gilbert & Cramer, 1897 - Sphagemacrurus grenadae Parr, 1946 - Sphagemacrurus hirundo Collett, 1896 - Sphagemacrurus pumiliceps Alcock, 1894 - Sphagemacrurus richardi Weber, 1913 - Trachonurus - Trachonurus gagates Iwamoto & McMillan, 1997 - Trachonurus robinsi Iwamoto, 1997 - Trachonurus sentipellis Gilbert & Cramer, 1897 - Trachonurus sulcatus Goode & Bean, 1885 - Trachonurus villosus Günther, 1877 - Trachonurus yiwardaus Iwamoto & Williams, 1999 - Ventrifossa - Ventrifossa atherodon Gilbert & Cramer, 1897 - Ventrifossa ctenomelas Gilbert & Cramer, 1897 - Ventrifossa divergens Gilbert & Hubbs, 1920 - Ventrifossa fusca Okamura, 1982 - Ventrifossa garmani Jordan & Gilbert, 1904 - Ventrifossa gomoni Iwamoto & Williams, 1999 - Ventrifossa johnboborum Iwamoto, 1982 - Ventrifossa longibarbata Okamura, 1982 - Ventrifossa macrodon Sazonov & Iwamoto, 1992 - Ventrifossa macropogon Marshall, 1973 - Ventrifossa macroptera Okamura, 1982 - Ventrifossa misakia Jordan & Gilbert, 1904 - Ventrifossa mucocephalus Marshall, 1973 - Ventrifossa mystax Iwamoto & Anderson, 1994 - Ventrifossa nasuta Smith, 1935 - Ventrifossa nigrodorsalis Gilbert & Hubbs, 1920 - Ventrifossa obtusirostris Sazonov & Iwamoto, 1992 - Ventrifossa paxtoni Iwamoto & Williams, 1999 - Ventrifossa petersonii Alcock, 1891 - Ventrifossa rhipidodorsalis Okamura, 1984 - Ventrifossa saikaiensis Okamura, 1984 - Ventrifossa sazonovi Iwamoto & Williams, 1999 - Ventrifossa teres Sazonov & Iwamoto, 1992 - Ventrifossa vinolenta Iwamoto & Merrett, 1997 - Onderfamilie Macrouroidinae - Macrouroides - Macrouroides inflaticeps Smith & Radcliffe, 1912 - Squalogadus - Squalogadus modificatus Gilbert & Hubbs, 1916 - Onderfamilie Trachyrincinae - Idiolophorhynchus - Idiolophorhynchus andriashevi Sazonov, 1981 - Trachyrincus - Trachyrincus aphyodes McMillan, 1995 - Trachyrincus helolepis Gilbert, 1892 - Trachyrincus longirostris Günther, 1878 - Trachyrincus murrayi Günther, 1887 - Trachyrincus scabrus Rafinesque, 1810 - Trachyrincus villegai Pequeño, 1971 |                                                |